# نجم شمال إفريقيا
نجم شمال أفريقيا هي منظمة تأسست بالأصل في فرنسا في مارس 1926 من قبل العمال الجزائريين المهاجرين. كانت نواته الأولى عبد القادر الحاج علي، بغلول، مصالي الحاج، سي الجيلالي الذين لعبوا الدور الأساسي، فالأمير خالد الحسني بن هاشمي المعروف باسم الأمير خالد حفيد الأمير عبد القادر الجزائري والذي كان منفيا من الجزائر في فرنسا وكان الرئيس الشرفي للمنظمة.

## السنوات الأولى
كان عبد القادر الحاج علي عضوا في الحزب الشيوعي الفرنسي لما طلبت منه الحركة العالمية الشيوعية بتشكيل حزب ضمن العمال الشمال أفريقيين على اثرها قام عبد القادر الحاج علي بتأسيس حزب نجم شمال أفريقيا لهذا الغرض.
المنظمة في الاساس لائكية هدفها حماية مصالح الشريحة العمالية لهذه المنطقة والنضال المشترك ضمن طبقة العمال الفرنسيين.
في بداية التأسيس كان يمثل أيضاً التونسيين والمغاربة لكنهم انسحبوا سنة 1927 ليصبح النجم حزباً للجزائريين وحدهم.
في 1927، ينضم له مصالي الحاج الشاب التلمساني ذي وجهات النظر المختلفة عنعبد القادر الحاج علي، القليل الاهتمام باللائكية والنزعة الوطنية، رغب مصالي الحاج في دفع الحزب في الساحة السياسية وجعله الممثل لمطالب الاستقلال الكامل ل شمال أفريقيا بما فيها المغرب، الجزائر وتونس في قلب مجموعة وطنية وهي الجزائر.

## خطاب مصالي الحاج

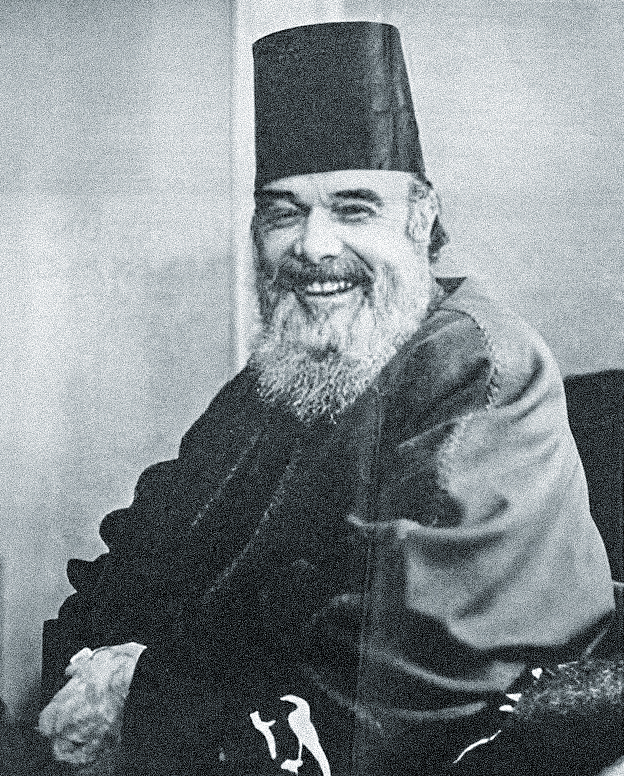
مصالي الحاج

قام الحزب الشيوعي بالتحضير لمؤتمر بروكسل من 10 إلى 15 فبراير 1927 وكان يعول كثيرا على هذا التجمع العالمي مصالي الحاج بما أنه كان عضوا في الحزب الشيوعي، عول مصالي الحاج التنديد بقانون الأهالي الذي وضعته فرنسا للسكان الأصليين لمستعمراتها
ليلقي خطابه الشهير في 10 فبراير، وفرض عليه المنظمون اختصار خطابه في 15 دقيقة، بين هذا الخطاب وجهاته وصار المرجع في النضال ضد الاستعمار الفرنسي لشمال أفريقيا
الخطاب مرتب في قسمين مشكلا برنامجين، ويصرح مسبقا أن «الشعب الجزائري يقع تحت سيطرة الفرنسيين منذ قرن وليس له أن ينتظر شيئا من حسن نية الامبريالية الفرنسية لتحسين أوضاعنا»

### الجزء الأول، المطالب الفورية
- 1 إلغاء قانون الأهالي المشؤوم وكل الاجراءات الاستثنائية
- 2 العفو عن المسجونين، المنفيين، الموضوعين تحت الإقامة الجبرية، والحراسة الخاصة، الذين تعدو على قانون الأهالي أو لغرض سياسي
- 3 حرية السفر للخارج ولفرنسا
- 4 حرية الصحافة، العمل الجمعوي، التجمعات، والحقوق السياسية والنقابية
- 5 استبدال الوفود المالية المنتخبة جزئيا، ببرلمان وطني جزائري منتخب بالاقتراع العام
- 6 حذف البلديات المختلطة (مدنية وعسكرية)، والمناطق العسكرية، وتبديلها بمجالس بلدية منتخبة في الأقتراع العام
- 7 الحق لكل الجزائريين لكل الوظائف العمومية بدون تمييز، وظائف متساوية معاملات متساوية
- 8 التدريس بالعربية والوصول بالتعليم لكل الدرجات، فتح مدارس جديدة للعرب، وكل المعاملات يجب لها أن تكون باللغتين العربية والفرنسية.
- 9 تطبيق القوانين الاجتماعية والعمالية، قانون الإنقاذ من البطالة للعائلات الجزائرية في الجزائر والمنحات العائلية

### الجزء الثاني، المطالب السياسية
- 1 الاستقلال الكامل للجزائر
- 2 انسحاب كلي لقوات الاحتلال
- 3 تشكيل جيش وطني، حكومة وطنية ثورية، برلمان دستوري منتخب في الاقتراع العام، الاقتراع العام في كل مراحل تكوين المجالس المنتخبة هذا لكل سكان الجزائر، اللغة العربية تعتبر لغة رسمية.
- 4 التسليم الكامل للدولة الجزائرية للبنوك، المناجم، السكك الحديدية، وكل المرافئ التي استولى عليها المستعمر
- 5 نزع الملكية من الاقطاعيين الموالين للمستعمر الذين تحصلو على الأملاك المختلفة بالقوة وارجاع الأراضي المنزوعة للفلاحين واحترام الملكية الصغيرة والمتوسطة
- 6 التعليم المجاني في كل أطوار التعليم للغة العربية
- 7 اعتراف الدولة الجزائرية بالحق النقابي، التجمعات والاضرابات، وانشاء قوانين اجتماعية
- 8 المساعدة الفورية للفلاحين وتقديم قروض بدون فوائد لقطاع الفلاحة لشراء ماكنات، وبذور واسمدة تنظيم الري وتحسين طرق المواصلات.

الخطيب والخطاب ومحتواه صدم المستمعين، التلمساني الشاب يخرج من الظل، لقد نجح في اختبار كبير ويتحول إلى زعيم سياسي كبير ويتنبؤ الحاضرون بمستقبله ودوره الكبير الذي سيلعبه في المستقبل.

## القطيعة مع الحزب الشيوعي
في 1928 حزب نجم شمال أفريقيا ينفصل نهائي عن الحزب الشيوعي الفرنسي حيث البلشفية بدأت تطغى عليه بايعاز من الحركة الشيوعية العالمية
السلطات الفرنسية بحجة «التهديد لحكم الدولة» تقرر حل نجم شمال أفريقيا في 20 نوفمبر 1929
في 28 ماي 1933 أُقيمت جمعية عامة سرية وانتخبت مصالي الحاج كرئيس وعمار إيماش أمين عاما، بلقاسم راجف أمين الخزينة وتعين سي الجيلالي مدير جريدة الأمة أين سيكون إيماش رئيسا لتحريرها، الانتماء المزدوج للحزب الشيوعي ممنوعة لأعضاء الحزب الجديد.
أول صراع ولد بين رجلين، مصالي الحاج الذي يدافع عن مشروع جزائر عربية مسلمة ضد عمار إيماش الذي يدافع عن جزائر متعددة الأعراق لائكية، هذا الأخير يؤكد على البعد الأمازيغي للمجتمع الجزائري. أحذ النجم اسما جديدا هو لجنة التجمع الشعبي.
خلال إضرابات الجبهة الشعبية، ساند نجم شمال أفريقيا مطالب الحركات الاجتماعية والعمالية كما عارض بشدة مشروع بلوم فيوليت الذي كان يخطط لمنح الجنسية الفرنسية لأقلية من الجزائريين.
ونتيجة لهذا النشاط أصدرت السلطات الفرنسية أحكاما متفاوتة ضد زعماء النجم وفي مقدمتهم مصالي الحاج الذي حكم عليه سنة سجن نافذة عام 1934. بعد خروج مصالي من السجن أعاد تشكيل الحزب وسماه الاتحاد الوطني لمسلمي شمال إفريقيا، حاولت السلطات الفرنسية اعتقاله، ففر إلى سويسرا سنة 1935.حتى جاءت حكومة الجبهة الشعبية وأصدرت عفوا على كل السياسيين فعاد مصالي إلى الجزائر، لكن لم يدم طويلا بين حكومة الجبهة الشعبية والنجم فحلته في 26 جانفي 1937 م، تشكل حزب آخر هو حزب الشعب الجزائري سنة 1937 في برنامج هذا الحزب المشكل يطالب مصالي حكما ذاتيا كاملا للجزائر في قلب الجمهورية الفرنسية، مما يبين أنه لم يعد يطالب بالاستقلال.

## وصلات
حزب نجم شمال إفريقيا عن وزارة المجاهدين الجزائرية